# Claudia Camposano
Claudia Camposano (Guayaquil, Ecuador, 31 de julio de 1981) es una actriz ecuatoriana, que ha trabajado para varias producciones nacionales como La taxista, ¡Así pasa! y Cuatro Cuartos.

## Biografía

### Carrera

#### Inicios
Inició su carrera televisiva a los 16 años de edad en 1998, cuando aún cursaba el colegio como extra en el programa Guayaquil Caliente de SíTV luego que Tábata Gálvez saliera del programa. Después pasó a formar parte del programa cómico de sátira política Sin ánimo de ofender, en el que interpretó a una niña malcriada llamada Mablusa quien comentaba las cosas que hacía el gobierno de Jamil Mahuad. Luego, a la edad de 17 años, interpretó a Carmelita en el programa Amores en el Mercado, junto a Richard Barker y Tábata Gálvez asistiendo a las grabaciones después de salir del colegio.

#### 2000's
Después de terminar el colegio, dejó la televisión para terminar su carrera de Hotelería y Turismo en la Universidad además de realizar algunos trabajos de sketches para varias empresas.
Después de 3 años fuera de televisión, Marcos Espín, director de la telenovela Amores que matan de Ecuavisa, le dio el papel de una secretaria quien al inicio no hablaba pero que luego le agregaron ciertos diálogos. Cuando terminó la novela, Claudia acudió a un curso de improvisación actoral dentro del canal, y pese a que recibió críticas por parte de la profesora quien no creía en ella debido a que sus actos los justificaba con la risa, se esforzó y terminó por ser seleccionada para formar parte del programa Improvisa, de Ecuavisa, junto a Marcelo Gálvez.
Estuvo a punto de ser parte de la telenovela El Secreto de Toño Palomino, donde sería la mejor amiga de Carolina Jaume, pero fue descartada del papel poco después, sin embargo forma parte del elenco de la historia interpretando el personaje de Alicia. 
Luego de un tiempo es llamada para formar parte de Guayaquil Caliente, programa en el que inició su carrera, para el ahora Canal Uno, donde tuvo personajes como militar, abuelita y adivinadora. Mientras estuvo en Canal Uno, pidió permiso para asistir a la invitación del programa En Contacto de Ecuavisa, para participar junto a Marcelo Vargas por un cupón de helados, y aunque no ganó el concurso, se encontró con Paco Cuesta, quien la había sacado del proyecto de El Secreto de Toño Palomino, y la trajo de vuelta a formar parte del canal.
Formó parte de la segunda temporada del programa cómico La Panadería, donde interpretó a una de Las Misses, la hija de Obama, la Doncella, Susanita, una indígena de la Pachacorte, entre otros. Al finalizar el programa, empezó a tener apariciones en En Contacto, interpretando al personaje de indígena de la Pachacorte, la cual tenía un romance con el presentador Diego Spotorno, esto llamó la atención del dueño del canal, el cual decidió cambiar la historia de El Taxista, novela próxima a realizarse, por la de La Taxista, mandando a reescribir los guiones a los libretistas. Fue así como en 2009 llegó a tener un papel protagónico en la telenovela que terminó por llamarse Rosita la Taxista, interpretando a Rosita, una taxista con raíces indígenas, quien tiene un romance con un millonario llamado Didi, interpretado por Diego Spotorno. Durante los primeros 6 meses de grabaciones en la telenovela, Claudia sufrió una parálisis facial, por lo que tuvo que ingeniárselas para no dar a notar la mitad de su rostro dormido en el set, teniendo que girar su rostro hacia la derecha para que no se viera como su ojo se cerraba y realizando sus terapias en el mismo set hasta ser dada de alta por los doctores en el estudio de grabación.

#### 2010's
Luego de terminar su contrato con Ecuavisa, Flor María Palomeque la contactó para ser parte de la serie La Pareja Feliz de Teleamazonas. Inicialmente interpretó a la mamá de El Panzón, pero terminó por proponer a otro personaje de una hincha de Barcelona llamada Lady Anita Mosquera Machuca, con un léxico urbano que tiene de novio a Wilfrido.
En 2012 decide dedicarse a la política como candidata a la Asamblea por el Partido Roldosista Ecuatoriano (PRE), sin embargo, después de no ganar en las elecciones, decide alejarse del ámbito político al darse cuenta de que no era su fuerte, pues sintió un ambiente de hipocresía mayor al que ha sentido en su carrera televisiva. A los pocos días de abandonar sus intenciones de entrar en la política, fue contratada nuevamente por Ecuavisa para formar parte del elenco de ¡Así pasa!, donde interpretó a Yulexi, eterna compañera de Stalyn Peñalosa, interpretado por Christian Maquilón. También integró el elenco de 3 familias, donde interpretó a una mujer policía y madre soltera, quien era sufrida y estaba enamorada de un cura, un personaje muy distinto al que Claudia suele interpretar y el cual le costó mucho acoplarse, ya que siempre lo ha hecho con personajes humorísticos, sin embargo permaneció en la serie hasta el final de su segunda temporada.
El 1 de julio de 2016 es incorporada a TC Televisión como parte de los talentos del canal, donde fue parte del elenco de la serie cómica Los hijos de Don Juan, e interpretó al personaje de Saskia María Mena Mora, una chica dedicada a la venta de productos de belleza a través de un canal de YouTube llamado "Belleza Mayonesa" y conquista por medio de la comida a Chalo, interpretado por Leonardo "El Chino" Moreira, a quien cela demasiado. En 2017 fue parte de la serie cómica Cuatro Cuartos interpretó a La Britany, primer amor imposible de El Brayan, interpretado por Álex Vizuete. El mismo año protagoniza para Claro Video la serie Porque soy tu madre, junto a Úrsula Strenge y Carolina Jaume. En 2018 fue parte del elenco de Maleteados, donde interpretó al personaje de Marucha Chiquito, el cual decidió caracterizar con una peluca para así no tinturarse el cabello, ya que se encontraba embarazada de Amelie, su segunda hija. En 2019 forma parte de Calle amores, interpretando a Chelito Tapia de Calle. En 2020 protagoniza la telenovela Antuca me enamora junto a Katty García, Ney Calderón, Alejandra Paredes, Tania Salas, Oswaldo Segura y Carolina Jaume.

## Vida personal
Se casó a la edad de 20 años y después de irse a vivir con su pareja a Carolina del Norte, Sharlotte, tuvo su primera hija llamada Nataly, y se divorció tiempo después por acuerdo mutuo mientras era parte de Improvisa de Ecuavisa. Su segundo compromiso fue con Felipe Botti, productor senior de Ecuavisa, con quien se casó por la iglesia el sábado 29 de diciembre del 2018 y junto a quién tuvo su segunda hija llamada Amelie. Tuvo una corta relación amorosa con el actor Jonathan Estrada antes que tuviera su segundo compromiso.
"Cuando yo estaba trabajando en Ecuavisa, él iba después de las grabaciones, y él llegaba a hacer las promociones del canal, le tenía coraje (cuenta entre risas) porque yo ya quería irme a mi casa y ellos venían a grabar. De ahí un día lo invité a la fiesta de Así Pasa (programa del que también fuera parte) y él me robó un beso", comenta Camposano sobre el inicio de la relación entre ambos.
Además de sus apariciones en la pantalla chica, la actriz se mantiene en otras actividades. En noviembre subirá a las tablas para intervenir en una obra teatral y sigue capacitándose en talleres y cursos de Programación Neurolingüística (PNL), para ofrecer charlas motivacionales.
Además de las propuestas televisivas, también tuvo un fugaz paso por la política. En el 2012 se lanzó como candidata a asambleísta por el Partido Roldosista Ecuatoriano (PRE), oferta que asegura ya no volvería a aceptar.

## Filmografía

### Series y telenovelas
| Año       | Título                      | Personaje                         |
| --------- | --------------------------- | --------------------------------- |
| 2020-2021 | Antuca me enamora           | Isabel Antonia "Chachi" Mena Mora |
| 2019      | Calle amores                | Graciela "Chelito" Tapia de Calle |
| 2018      | Maleteados                  | Marucha Chiquito                  |
| 2017-2018 | Cuatro Cuartos              | Britany Zambrano                  |
| 2017      | Porque soy tu madre         | Charito                           |
| 2016      | Los hijos de Don Juan       | Saskia María Mena Mora            |
| 2014-2016 | 3 familias                  | Zoila Guerra                      |
| 2014-2016 | 3 familias                  | Yulexi Betsabé Moreira Zambrano   |
| 2013-2016 | ¡Así pasa!                  | Yulexi Betsabé Moreira Zambrano   |
| 2013-2016 | ¡Así pasa!                  | Rusa María "La Secre"             |
| 2011-2012 | La pareja feliz             | Isadora "La Mamastra"             |
| 2011-2012 | La pareja feliz             | Lady                              |
| 2010      | La taxista                  | Rosita Baltazara Tituaña Morales  |
| 2009      | La Panadería                | Varios personajes                 |
| 2009      | El exitoso Lcdo. Cardoso    | Alejandra                         |
| 2008-2009 | El secreto de Toño Palomino | Alicia Ortega                     |
| 2005      | Amores que matan            | La Secretaria                     |
| 1999      | Amores de mercado           | Carmelita                         |
| 1998      | Sin ánimo de ofender        | Mablusa                           |

### Programas
| Año       | Título             | Personaje                             |
| --------- | ------------------ | ------------------------------------- |
| 2021-Act. | En Contacto        | Invitada (con el personaje de Yulexi) |
| 2010      | En Contacto        | Invitada (con el personaje de Rosita) |
| 2007      | Improvisa          | Comediante                            |
| 1998      | Guayaquil caliente | Participante                          |